# 윤현상 (1993년)
윤현상(1993년 4월 7일 ~ )은 대한민국의 비브라포니스트다. 2022년 싱글 《PRESTO》로 정식 데뷔했다.

## 학력
- 경희대학교 기악과 학사

## 방송
- 슈퍼밴드2 (2021) - Top40(37위)

## 음반
- 슈퍼밴드2 - Episode.3, 4 (2021)
- 슈퍼밴드2 - Episode.9 (2021)
- 슈퍼밴드2 - Episode.11 (2021)
- PRESTO (2022)

## 작곡
- 윤현상 <PRESTO(프레스토)> (2022)

## 공연
- 타악듀오 모아티에 X 타악기 앙상블 수에르 (2020)
- 고전적 음악, 저녁 : HOME Again - 수원 (2021)
- 통영국제음악제 - 디어 루나 (2021)
- 비브라포니스트 윤현상 소극장 콘서트 V-ROMANCE (2022)
- 정서진 스프링 클래식 - 인천 (2022)